# Horovi sinovi
Horovi sinovi so bili skupina štirih staroegipčanskih božanstev, poosebljenje štirih kanopskih vrčev, priloženih mumificiranim telesom. Srce so imeli za utelešenje duše, zato so ga pustili v telesu. Za možgane so menili, da so samo proizvajalec sluzi, zato so jih odstranili s kovinskimi kavlji in zavrgli. Želodec (in tanko črevo), jetra, debelo črevo in pljuča so balzamirali in shranili, vsak organ v svojem vrču. V nekaterih obdobjih so balzamatorji kršili ta ustaljena pravila. V obdobju Enaindvajsete dinastije so balzamirane notranje organe vrnili v telo. Mumiji so kljub temu simbolično priložili prazne kanopske vrče.
Najzgodnejše omembe sinov Hora Starejšega najdemo v piramidnih besedilih, kjer so opisani kot faraonovi prijatelji, saj so s pomočjo lestev pomagali faraonu pri njegovem vzponu v nebesa na vzhodnem nebu. Njihova povezanost s Horom Starejšim sega v Staro kraljestvo, ko so rekli, da niso le njegovi otroci, ampak tudi njegove duše. Ker so v kralju ali faraonu videli manifestacijo Hora, ki ga je še posebej ščitil, so bili ti deli pokojnega faraona, imenovani Oziris, del Hora oziroma njegovih otrok.
Kot mati Horovih sinov se je pogosto štela Izida, čeprav je iz podrobnosti pogrebnega obreda razvidno, da je vsakega sina in s tem vsak vrč ščitila določena boginja. Drugi pravijo, da je bila njihova mati Serket, boginja medicine in magije. Ker so kanopske vrče varovali Horovi sinovi, so s tem varovali tudi faraonove notranje organe. Ker so bili oni sami moški, so bile v skladu z načeli dvojnosti moški/ženska  njihove zaščitnice ženske.
| Ime        | Videz   | Organ    | Stran neba | Zaščitniško božanstvo |
| ---------- | ------- | -------- | ---------- | --------------------- |
| Imset      | človek  | jetra    | jug        | Izida                 |
| Duamutef   | šakal   | želodec  | vzhod      | Neit                  |
| Hapi       | pavijan | pljuča   | sever      | Neftis                |
| Kebehsenuf | sokol   | črevesje | zahod      | Serket                |

Na klasičnih upodobitvah Horovih sinov na krstah iz obdobja Srednjega kraljestva sta Imset in Duamutef upodobljena na vzhodni strani krste, Hapi in Kebehsenuf pa na zahodni. Vzhodna stran je bila okrašena s parom oči, mumija pa je bila obrnjena na bok proti vzhodu in vzhajajočemu soncu. Ta stran krste se zato  včasih imenuje sprednja stran. Horovi sinovi so postali povezani tudi z glavnimi in stranskimi stranmi neba:  Hapi s severom in severozahodom, Imset z jugom in severovzhodom, Duamutef z vzhodom in jugovzhodom in Kebehsenuf z zahodom in jugozahodom.
Do konca Osemnajste dinastije je bila na pokrovih vrčev upodobljena faraonova glava, ki so jo kasneje zamenjale glave živali.

## Hapi
Hapi je bil Horov sin s pavijanovo glavo. Varoval je pokojnikova pljuča, njega pa je varovala boginja Neftis. V njegovem imenu je hieroglif, ki je domnevno povezan z veslanjem, vendar njegov natančen pomen ni znan. Hapi se zato včasih povezuje z navigacijo, čeprav je v zgodnjih zapisih omenjen kot veliki tekač: "Ti si veliki tekač; pridi, da se pridružiš mojemu očetu N in ne boš daleč v tem tvojem imenu Hapi, kajti ti si največji od mojih otrok - tako pravi Hor".
V uroku 11 v Knjigi mrtvih se Hapiju pripisujejo naslednje besede: "Prišel sem, da bi bil vaša zaščita. Za vas sem povezal vašo glavo in vaše ude. Za vas sem premagal vaše sovražnike pod vami in vam dal glavo, za vedno".
Urok 148 v Knjigi mrtvih neposredno povezuje vse štiri Horove sinove. Opisani so kot štirje stebri Šu in eno od štirih nebesnih krmil s štirimi glavnimi stranmi neba. Hapi je bil povezan s severom.

## Imset
Imset, Horov sin s človeško glavo, je varoval pokojnikova jetra, njega samega  pa je varovala boginja Izida. Njegova vloga je bila zagotoviti, da bodo pokojni prišli v onostranstvo, saj je Hora prosil, da jih dvigne: "Prišel si k N; postavi se podenj in ga dvigni, ne bodi daleč od njega, (celo) N, v tvojem imenu, Imset".
"Vstati" je pomenilo biti aktiven, se pravi živ, medtem ko je  "biti nagnjen" pomenilo smrt. V uroku 151 Knjige mrtvih Imset izreka naslednje besede: "Jaz sem tvoj sin, Oziris, prišel sem, da te zaščitim. Vztrajno sem okrepil tvojo hišo, kot je Ptah odredil v skladu s tem, kar je odredil sam Ra".
Na temo oživljanja in ponovnega življenja se ponovno namiguje skozi metaforo, da bo njegova hiša cvetela. To počne z odobritvijo dveh bogov ustvarjalcev, Ptaha in Raja.
Urok 148 v Knjigi mrtvih neposredno povezuje Horove sinove s štirimi glavnimi stranmi neba. Imset je bil povezan z jugom.

## Duamutef
Duamutef je bil Horov sin s šakaljo glavo. Varoval je želodec pokojnega, njega samega pa je varovala boginja Neit. Zdi se, de je bila njegova naloga moliti za umrlega, njegovo ime pa dobesedno pomeni "on, ki časti svojo mater". V sarkofaških besedilih ga Hor kliče: "Pridi in časti mojega očeta N zame, tako kot si šel, da bi častil mojo mater Izido v svojem imenu, Duamutef".
Izida je imela dvojno vlogo. Boginja ni bila samo Ozirisova žena in Horova mati,  ampak je bila tudi soproga Hora Starejšega in s tem mati Horovih sinov. Ta dvoumnost je dodana, ko Duamutef za svojega očeta imenuje Ozirisa. Ob tem je treba vedeti, da se je sorodstvo izražalo zelo ohlapno. Izraz "oče" je lahko pomenil tudi prednika in izraz "sin" potomca. V uroku 151 Knjige mrtvih je Duamutef rekel: "Prišel sem rešiti svojega očeta Ozirisa pred njegovim napadalcem".
Iz besedila ni jasno razvidno, kdo bi lahko napadel Ozirisa, vendar sta znana dva glavna kandidata. Eden od njiju je bil Ozirisov morilec Set, drugi pa Apofis, kača demon, ki je preprečila prehod sonca in s tem Ozirisovo vstajenje. Kakorkoli že, Duamutef je imel moč, da je s svojim čaščenjem Izide zaščitil pokojnika pred poškodbami.
Tudi Duamutef se je štel za enega od štirih stebrov Šu, krmila nebes, in bil povezan z vzhodom.

## Kebehsenuf
Kebehsenuf  je bil Horov sin s sokolovo glavo in varoval črevesje pokojnega, njega samega pa je varovala boginja Serket. Zdi se, da je bil zadolžen za osvežitev pokojnega. Njegovo ime dobesedno pomeni "on, ki opravlja libacijo svojih sorojencev". Hor mu ukazuje: "Pridi osvežit mojega očeta; pridi k njemu v svojem imenu, Kebehsenuf. Prišel si, da bi zanj naredil hlad... "
Libacija ali polivanje s hladno vodo je bila v Starem Egiptu tradicionalna oblika čaščenja. Obstaja veliko upodobitev faraona, ki bogovom daruje libacijo. Libacija je imela dvojno vlogo: očiščenje in osvežitev.
Set je po Ozirisovem umoru razkosal njegovo truplo in koščke raztresel po Nilovi delti. Razkosanje je za Egipčane pomenilo izobčenje in Kebehsenufova naloga je bila, da vse dele ponovno sestavi, da bi se ustrezno ohranili. V uroku 151 Knjige mrtvih so mu pripisali naslednje besede: "Jaz sem tvoj sin, Oziris, prišel sem, da bi bil tvoja zaščita. Združil sem tvoje kosti zate, sestavil tvoje ude zate, ti prinesel tvoje srce in ti ga dal na njegovo mesto v tvojem telesu".
Kebehsenuf  je bil bog, povezan z zahodom. 

## Živalske oblike sinov
Razlogi za pripisovanje ravno teh živali Horovim sinovom niso znani, čeprav namigujejo na pomen, ki so ga imele te živali v egipčanski mitologiji. Pavijana so Egipčani povezovali z luno in Totom, bogom modrosti in znanja, pa tudi s pavijani samimi, ki ob sončnem vzhodu klepetajo in dvigujejo roke proti soncu, kot bi ga častili. Šakal (ali morda pes) je bil povezan z Anubisom in balzamiranjem in Vepvavetom, "odpiralcem poti", ki išče poti mrtvih. Sokol je bil povezan s samim Horom in tudi s Sekerjem, mumificiranim bogom nekropole. Imset kot človek bi lahko bil povezan s samim Ozirisom ali z lovcem Onurisom.
Egipčani so Horove sinove povezovali s starodavnimi kralji Spodnjega in Gornjega Egipta, dušama Peja in Nehena. V urokih 157 in 158 v Knjigi mrtvih  je opisano, da je imel Hor poškodovano oko, zato so omenjeni tudi  Horovi sinovi:
Kar zadeva Imseta, Hapija, Duamutefa in Kebehsenufa, je bil njihov oče Hor in njihova mati Izida. In Hor je rekel Raju, naj postavi dva brata v Pe, dva brata v Nehen iz te moje skupine in naj bosta z menoj dodeljena za večno. Zemlja se lahko razcveti, nemiri se pogasijo. In to se je zgodilo Horu, ki je na svojem papirusnem stolpcu. Poznam moči Peja; to je Hor, to je Imset, to je Hapi.
Poškodba Horovega očesa je del mitskega cikla, znanega kot Prepiri Hora in Seta, ki pripoveduje, kako sta se borila za egipčansko krono.
Na edinstveni ilustraciji v grobnici faraona Aja so Horovi sinovi upodobljeni  z rdečimi in belimi kronami kot duše Peja in Nehena, duše kraljevih prednikov.
Lastnosti Horovih sinov niso omejene samo na njihovo vlogo zaščitnikov kanopskih vrčev. V uroku 148 Knjige mrtvih se pojavljajo kot štiri nebesna krmila, kot štirje od sedmih nebesnih duhov, ki jih je poklical Anubis v uroku 17 Knjige mrtvih, in so prek tega povezani s cirkumpolarnimi zvezdami Velikega medveda (ali Pluga): "Razsodišče okoli Ozirisa so Imset, Hapi, Duamutef in Kebehsenuf, ki so na ozadju ozvezdja Plug na severnem nebu".